# Peter Kuhlbrodt
Peter Kuhlbrodt (* 18. Mai 1941 in Nordhausen) ist ein deutscher Historiker und Archivar.

## Leben
Nach dem Studium der Geschichte und deutschen Philologie in Potsdam war Kuhlbrodt Deutschlehrer in Nordhausen. 1981 und 1990 promovierte er über die Frauenbewegung in Deutschland. Von 1990 bis März 2004 war er Leiter des Stadtarchivs Nordhausen. Er ist Mitglied der Historischen Kommission für Thüringen. Darüber hinaus verfasste Kuhlbrodt zahlreiche Werke und Schriften über die Geschichte der Stadt Nordhausen und ihrer Umgebung.

## Auszeichnungen
- 2019: Kulturnadel des Freistaates Thüringen[2]

## Werke (Auswahl)
- Nordhausen – eine Reichsstadt im Jahrhundert der Reformation. Atelier Veit, Nordhausen 2015, ISBN 978-3-930558-26-2.
- Spezialinventar von Quellen zur Geschichte der Freien Reichsstadt Nordhausen in auswärtigen Archiven. Friedrich-Christian-Lesser-Stiftung, Nordhausen 2012, ISBN 978-3-930558-24-7.
- Die Reichsstadt Nordhausen im Dreißigjährigen Krieg (1618–1648). 2 Bände. Atelier Veit, Nordhausen 2011, ISBN 978-3-930558-22-3, ISBN 978-3-930558-23-0.
- Chronik der Stadt Nordhausen. 1802 bis 1989. Geiger, Horb am Neckar 2003, ISBN 3-89570-883-6.
- Das alte Ellrich. Geiger, Horb am Neckar 1998, ISBN 3-89570-375-3.
- Historie der Grafschaft Hohnstein. Friedrich-Christian-Lesser-Stiftung, Nordhausen 1997, ISBN 3-930558-04-1.
- Das Kloster Walkenried in der Überlieferung des Stadtarchivs Nordhausen. Friedrich-Christian-Lesser-Stiftung, Nordhausen 1995, ISBN 3-930558-02-5.
- Nordhausen unter dem Sternenbanner. Archiv der Stadt Nordhausen, Nordhausen 1995.
- Inferno Nordhausen. Schicksalsjahr 1945. Archiv der Stadt Nordhausen, Nordhausen 1995, ISBN 3-929767-09-0.
- Bürgerliche Umwälzung und Frauenemanzipation in Deutschland. Pädag. Hochsch., Leipzig 1989.
- Die proletarische Frauenbewegung in Deutschland am Vorabend und während der Novemberrevolution. Pädag. Hochsch., Leipzig 1981.